# Unterrottmannsdorf
Unterrottmannsdorf (fränkisch: Unda-rammaschdorf) ist ein Gemeindeteil der Marktes Lichtenau im Landkreis Ansbach (Mittelfranken, Bayern). Die Gemarkung Unterrottmannsdorf hat eine Fläche von 5,939 km². Sie ist in 711 Flurstücke aufgeteilt, die eine durchschnittliche Flurstücksfläche von 8353,49 m² haben. In ihr liegen neben dem namensgebenden Ort die Gemeindeteile Weidenmühle, Zandt und Zandtmühle.

## Geografie
Durch das Kirchdorf fließt der Moosbach, der ein linker Zufluss des Zandtbachs ist. 0,5 km nordöstlich liegt die Flur Neubruch. Die Kreisstraße AN 14 führt nach Oberrammersdorf (1,5 km westlich) bzw. an der Gotzen- und Erlenmühle vorbei nach Wattenbach (3 km östlich). Gemeindeverbindungsstraßen führen nach Weidenmühle (0,7 km südöstlich) und zur AN 1 (1,2 km nördlich).

## Geschichte
Der Ort wurde im Würzburger Lehenbuch von 1303 als „Rodmarsdorf“ erstmals urkundlich erwähnt. Das Bestimmungswort des Ortsnamens ist wahrscheinlich der slawische Personenname Rodimir, vermutlich der Name des Ortsgründers. 1304 wurde es in einer Schenkungsurkunde als „Rodma[r]storff“ erwähnt, in der Konrad Rolse den Brüdern des Deutschen Hauses zu Eschenbach seine Güter vermachte. 1342 wurde der Ort als „Rodmanstorf“ erwähnt.
1403 verkaufte Friedrich von Heideck dem Ansbacher Gumbertusstift sein Gut in Unterrottmannsdorf. Ebenso verkaufte die Kirche zu Sachsen 1451 ihr dortiges Gut an das Stift. 1434 gab Siegmund von Leonrod dem Stift zwei Güter nebst dem großen und kleinen Zehnten im Tausch gegen andere Liegenschaften in der Nähe von Leonrod. 1499 verkauften die Erben des Peter Betz ihr Hof- und Erbgut samt allen Zugehörungen an das Stift.
Im Salbuch des nürnbergischen Pflegamtes Lichtenau von 1515 wurden für Unterrottmannsdorf 12 Untertansfamilien angegeben: 3 Untertanen unterstanden der Reichsstadt Nürnberg, 1 Untertan dem Priester zu Amberg, 1 Untertan dem Stadtvogteiamt Eschenbach, 5 Untertanen dem Gumbertusstift und bei 2 weiteren Untertanen ohne Angaben, welchem Grundherrn sie unterstanden.
Im Dreißigjährigen Krieg wurde der Ort schwer verwüstet, unter anderem verödeten alle Höfe des Gumbertusstifts.
In der Amtsbeschreibung des Pflegamtes Lichtenau aus dem Jahr 1748 gab es im Ort 13 Untertansfamilien, von denen eine zur Hauptmannschaft Sachsen zählte.
Gegen Ende des 18. Jahrhunderts gab es in Unterrottmannsdorf inklusive der Weidenmühle 14 Anwesen und ein Gemeindehirtenhaus. Das Hochgericht übte das Pflegamt Lichtenau aus. Einen Gemeindeherrn hatte das Dorf nicht. Grundherren waren das Fürstentum Ansbach (Stiftsamt Ansbach: 4 Güter, Hofkastenamt Ansbach: 1 Hof), das Stadtvogteiamt Eschenbach (2 Höfe, 2 Halbhöfe, 1 Gut), das Pflegamt Lichtenau (1 Gütlein mit Schmiede) und der Ansbacher Eigenherr von Förster (1 Hof, 1 Halbhof, 1 Mühle).
Die mundartliche Verschleifung des Ortsnamens zu „Raməschdorf“ machte eine Unterscheidung nötig zu dem in der Mundart gleichlautenden Oberrammersdorf. 1856 wurde es im „Statistischen Hand- und Adreßbuch von Mittelfranken im Königreich Bayern“ noch Rottmannsdorf genannt, 1867 im „Topographisch-statistischen Handbuch des Königreichs Bayern“ dann erstmals Unterrottmannsdorf.
1806 kam Unterrottmansdorf an das Königreich Bayern. Im Rahmen des Gemeindeedikts wurde Unterrottmannsdorf dem 1808 gebildeten Steuerdistrikt Sachsen und der 1810 gegründeten Ruralgemeinde Sachsen zugeordnet. Mit dem Zweiten Gemeindeedikt (1818) entstand die Ruralgemeinde Unterrottmannsdorf, zu der Weidenmühle, Zandt und Zandtmühle gehörten. Sie war in Verwaltung und Gerichtsbarkeit dem Landgericht Heilsbronn zugeordnet und in der Finanzverwaltung dem Rentamt Windsbach. Von 1862 bis 1879 gehörte Unterrottmannsdorf zum Bezirksamt Heilsbronn, ab 1880 zum Bezirksamt Ansbach (1939 in Landkreis Ansbach umbenannt) und zum Rentamt Heilsbronn (1919–1929: Finanzamt Heilsbronn, seit 1929: Finanzamt Ansbach). Die Gerichtsbarkeit blieb beim Landgericht Heilsbronn (1879 in Amtsgericht Heilsbronn umbenannt), seit 1956 ist das Amtsgericht Ansbach zuständig. Die Gemeinde hatte 1964 eine Gebietsfläche von 5,981 km². Im Zuge der Gebietsreform in Bayern wurde diese am 1. Januar 1972 nach Lichtenau eingemeindet.

### Baudenkmal
- Evangelisch-lutherische Christuskirche: Chorturmkirche, Sandsteinquaderbau, Chorturm mit vorkragendem Sichtziegelaufsatz und Spitzhelm, 1949/1950 errichtet.[20]

### Einwohnerentwicklung
Gemeinde Unterrottmannsdorf
| Jahr      | 1818   | 1840   | 1852   | 1855   | 1861   | 1867   | 1871   | 1875   | 1880   | 1885   | 1890   | 1895   | 1900   | 1905   | 1910   | 1919   | 1925   | 1933   | 1939   | 1946   | 1950   | 1952   | 1961   | 1970   |
| Einwohner | 206    | 221    | 215    | 204    | 204    | 221    | 233    | 233    | 229    | 242    | 208    | 217    | 230    | 250    | 252    | 255    | 236    | 223    | 219    | 322    | 314    | 264    | 214    | 209    |
| Häuser    | 40     | 41     |        |        |        |        | 45     |        |        | 48     | 45     |        | 46     |        |        |        | 43     |        |        |        | 42     |        | 45     |        |
| Quelle    | [ 22 ] | [ 23 ] | [ 24 ] | [ 24 ] | [ 13 ] | [ 25 ] | [ 26 ] | [ 27 ] | [ 28 ] | [ 29 ] | [ 30 ] | [ 31 ] | [ 32 ] | [ 31 ] | [ 33 ] | [ 31 ] | [ 34 ] | [ 31 ] | [ 31 ] | [ 31 ] | [ 35 ] | [ 31 ] | [ 17 ] | [ 36 ] |

Ort Unterrottmannsdorf
| Jahr      | 001818 | 001840 | 001861 | 001871 | 001885 | 001900 | 001925 | 001950 | 001961 | 001970 | 001987 | 002004 |
| Einwohner | 102    | 84     | 87     | 87     | 99     | 89     | 103    | 131    | 100    | 106    | 92     | 85     |
| Häuser    | 20     | 18     |        |        | 19     | 19     | 17     | 17     | 20     |        | 19     |        |
| Quelle    | [ 22 ] | [ 23 ] | [ 13 ] | [ 26 ] | [ 29 ] | [ 32 ] | [ 34 ] | [ 35 ] | [ 17 ] | [ 36 ] | [ 37 ] |        |

## Religion
Der Ort ist seit der Reformation evangelisch-lutherisch geprägt und nach St. Alban (Sachsen bei Ansbach) gepfarrt. 1950 wurde auf einem Grundstück, das Georg Schiefer stiftete, eine Kirche errichtet. Obwohl die Christuskirche eigentlich eine Filialkirche von St. Alban ist, wird der Gottesdienst alle zwei Wochen von Professoren und Dozenten der Augustana-Hochschule Neuendettelsau gehalten. Im Gegenzug erhält die Hochschule alljährlich Erntedankgaben des Dorfes.
Die Einwohner römisch-katholischer Konfession sind nach St. Johannes (Lichtenau) gepfarrt.